# ایرگولی
ایرگولی (به ایتالیایی: Irgoli) یک کومونه در ایتالیا است که در استان نیورو واقع شده‌است.

## خصوصیات
ایرگولی ۷۵٫۰ کیلومترمربع مساحت و ۲٬۲۷۷ نفر جمعیت دارد.